# Fatale (jeu vidéo)
Pour les articles homonymes, voir Fatal.
Fatale est un jeu vidéo expérimental développé et édité par Tale of Tales, sorti en 2009 sur Windows et Mac.
Le jeu se veut être un hommage à Salomé d'Oscar Wilde.

## Accueil
Le jeu a suscité l'intérêt de plusieurs critiques notamment Eurogamer qui lui accorde la note de 7/10 et PC Gamer UK qui lui donne la note de 69 %. En 2014, Canard PC, pour sa part cite le jeu dans son dossier « Les Nanars du jeu vidéo ».